# Благие знамения
«Благи́е зна́мения» (англ. Good Omens, в других переводах — «Добрые предзнаменования») — роман английских писателей Терри Пратчетта и Нила Геймана в жанре юмористического городского фэнтези.
Для Нила Геймана книга стала первым крупным литературным произведением. Роман, выдержанный в тонкой манере английского юмора, рассказывает об ангеле Азирафаеле, демоне Кроули и ряде других персонажей, пытающихся предотвратить библейский Апокалипсис. Книга содержит большое количество аллюзий, цитат и отсылок к современной массовой культуре, в особенности к фильму «Омен». Русский перевод книги вышел в ноябре 2012 года в издательстве «Эксмо», переводчик — Маргарита Юркан. Также существуют переводы Вадима Филиппова и Виктора Вербицкого. Российское издание книги вышло в чёрной обложке серии «под Терри Пратчетта».
В 2019 году вышла экранизация романа — мини-сериал «Благие знамения», довольно точно передающий его сюжет. Сериал получил продолжение в 2023 году, уже не связанное с книгой.

## Сюжет
Демон Кроули получает задание подменить Антихристом сына американского атташе по культурным связям, который вот-вот должен родиться в маленькой больнице при монастыре Сатанински Болтливого Ордена св. Бериллы. Кроули и ангел Азирафаэль понимают, что конец света не сулит им ничего хорошего независимо от исхода последней битвы. Поразмыслив, они решают, что Антихрист не несет в себе зла, только возможность зла, как и возможность добра, а значит конца света не произойдет, если не дать ему склониться ни к одной из сторон. Оба пытаются разными способами поучаствовать в воспитании будущего Антихриста. Вот только сын американского дипломата на самом деле обычный мальчик, и он был не единственным, родившимся в ту ночь в той больнице…

## Отзывы и оценки
Книга получила в целом положительные оценки критиков. Роман номинировался на Всемирную премию фэнтези и премию журнала «Локус». В России он получил специальную премию «Мира фантастики» как «Самая долгожданная книга» и победил в опросе «Лаборатории фантастики» на «Лучшую переводную книгу — 2012».
В журнале «Мир фантастики» Александр Гагинский отметил, что стиль книги больше похож на пратчеттовский, чем на геймановский, напомнив о признании соавторов, что Пратчетт написал большую часть книги. «Мир фантастики» похвалил книгу за постмодернистское обыгрывание образов из Библии и мистических произведений, гуманистическую мораль («Судьбу Земли должны решать не высшие силы, а те, кто живёт на ней. Люди») и сатиру на современное общество, но отметил такой недостаток как обилие бесполезных для сюжета второстепенных персонажей. Мария Гинзбург в вебзине «Darker» рассматривает «Благие знамения» в первую очередь как вариацию истории из фильма «Омен», отмечая что Гейман и Пратчетт «сумели рассказать её по-новому, наполнив сюжет противостояния Света и Тьмы совершенно иным, светлым и грустным смыслом». Василий Владимирский в газете «Книжное обозрение» отзывался о книге более негативно: по его мнению, авторы не смогли определиться с целевой аудиторией, поэтому мораль книги слишком прямолинейна, а «масштаб событий слабо соотносится с главным мессаджем».

## Экранизация
В конце 1999 года над экранизацией начал работать британский режиссёр и сценарист Терри Гиллиам. При написании сценария возникли определённые трудности, связанные в первую очередь с ограниченностью времени фильма, но в 2002 году работа над сценарием была полностью завершена. В марте 2002 года был определён актёрский состав. Начало съемок было назначено на апрель того же года. Фильм так и не был снят, хотя сам Терри Гиллиам даже в 2008 году не терял надежды на успешное завершение проекта.
В 2019 году студия Amazon Originals выпустила сериал «Благие знамения». В главных ролях снялись Дэвид Теннант и Майкл Шин. В 2023 году вышло продолжение сериала, уже не основанное на книге.

## Театральная версия
В марте 2013 года Шотландский Cult Classic Theatre in Glasgow поставил с согласия Терри Пратчетта и Нила Геймана адаптацию «Благих знамений» Эми Хофф.